# دنی بولمن
دنی بولمن (انگلیسی: Dannie Bulman؛ زادهٔ ۲۴ ژانویهٔ ۱۹۷۹) بازیکن فوتبال اهل بریتانیا است.
از باشگاه‌هایی که در آن بازی کرده‌است می‌توان به باشگاه فوتبال کراولی تاون، باشگاه فوتبال ای‌اف‌سی ویمبلدون، باشگاه فوتبال آکسفورد یونایتد، باشگاه فوتبال اشفورد تاون، باشگاه فوتبال استیونج، و باشگاه فوتبال وایکام واندررز اشاره کرد.